# Los doce leones de Úbeda
Los doce leones de Úbeda es la denominación que reciben doce caballeros de la localidad giennense de Úbeda que se distinguieron en un duelo colectivo contra otros doce caballeros moros en el sitio de Algeciras (1344) al servicio del rey de Castilla Alfonso XI.

## Historia
El 23 de marzo de 1344 el rey Alfonso XI pidió voluntarios para un duelo ofrecido por los musulmanes benimerines invasores. Y doce caballeros pertenecientes al concejo de Úbeda decidieron presentarse. Refiere Gonzalo Argote de Molina que sus nombres fueron transmitidos por el bachiller Jorge de Mercado y fueron estos:
- Diego López Dávalos, Alcaide de los Alcázares de Úbeda en 1379.
- Gonzalo Hernández de Molina, procurador del concejo de Úbeda.
- Gil Martínez de la Cueva, Señor de la casa de la Cueva.
- Juan Alonso de Mercado.
- Juan Sánchez de la Trapera, de la familia ubetense que dio origen a la frase "puñalada trapera".[4]
- Diego Messía (de Molina).
- Juan Sánchez de Aranda.
- Lope Rodríguez de los Cobos, Señor de la casa de los Cobos.
- Alonso Porcel.
- Alonso Sanmartín.
- Benito Sánchez del Castillo.
- Pero Gil de Zático, que posteriormente fue expulsado de Úbeda y considerado traidor por haber seguido el bando de Pedro I en vez del de Enrique II de Trastámara en la guerra civil, por lo cual Jorge de Mercado silenció su nombre.[2]

El duelo tuvo lugar y vencieron los cristianos. Diego López Dávalos pidió en nombre de todos la merced de que se consignase el hecho en el escudo de armas de la villa, y el rey la concedió (doce leones rampantes y lenguados), pero como murió prematuramente en Gibraltar, no pudo ratificarlo en forma escrita; solo en 1369 lo hizo Enrique II (hijo bastardo de Alfonso XI que sucedió a su hermanastro, el legítimo Pedro I, al que venció y asesinó tras una violenta guerra civil). El 27 de marzo de 1344, a cuatro días de la gesta de los doce, Alfonso XI aceptó la propuesta de paz de los asediados y tomó la plaza de Algeciras pacíficamente tras veinte meses de cerco. Al día siguiente, Domingo de Ramos, entró el monarca a la ciudad y situó sobre su mezquita la Cruz de Cristo.

## Historicidad
Los historiadores suelen dar el hecho por cierto, pues, aunque no aparece ni en la Crónica ni en el Poema de Alfonso Onceno, es cierto que los leones pasaron al escudo de Úbeda, la cual, además, se llevó el derecho a ser llamada "muy noble y muy leal ciudad". El que organizaba las operaciones militares era don Íñigo López de Orozco, un militar de Úbeda.